# Kirkkosaari (ö i Birkaland, Nordvästra Birkaland)
Kirkkosaari är en ö i Finland. Den ligger i sjön Vähävesi och i kommunen Ikalis i den ekonomiska regionen  Nordvästra Birkalands ekonomiska region  och landskapet Birkaland, i den sydvästra delen av landet, 200 km norr om huvudstaden Helsingfors. Öns area är 1 hektar och dess största längd är 160 meter i nord-sydlig riktning.